# Graimbouville
Graimbouville ist eine französische Gemeinde mit 608 Einwohnern (Stand: 1. Januar 2022) im Département Seine-Maritime in der Region Normandie. Sie gehört zum Arrondissement Le Havre und zum Kanton Saint-Romain-de-Colbosc. Die Einwohner werden Graimbouvillais und Graimbouvillaises genannt.

## Geographie
Graimbouville liegt etwa 19 Kilometer ostnordöstlich von Le Havre in der Naturregion Pays de Caux. Umgeben wird Graimbouville von den Nachbargemeinden Manneville-la-Goupil im Norden, Virville im Nordosten, Saint-Gilles-de-la-Neuville im Osten, Gommerville im Südosten, Étainhus im Süden und Südwesten sowie Angerville-l’Orcher im Westen und Nordwesten.
Durch den Südosten der Gemeinde führt die Autoroute A29. 

## Einwohnerentwicklung

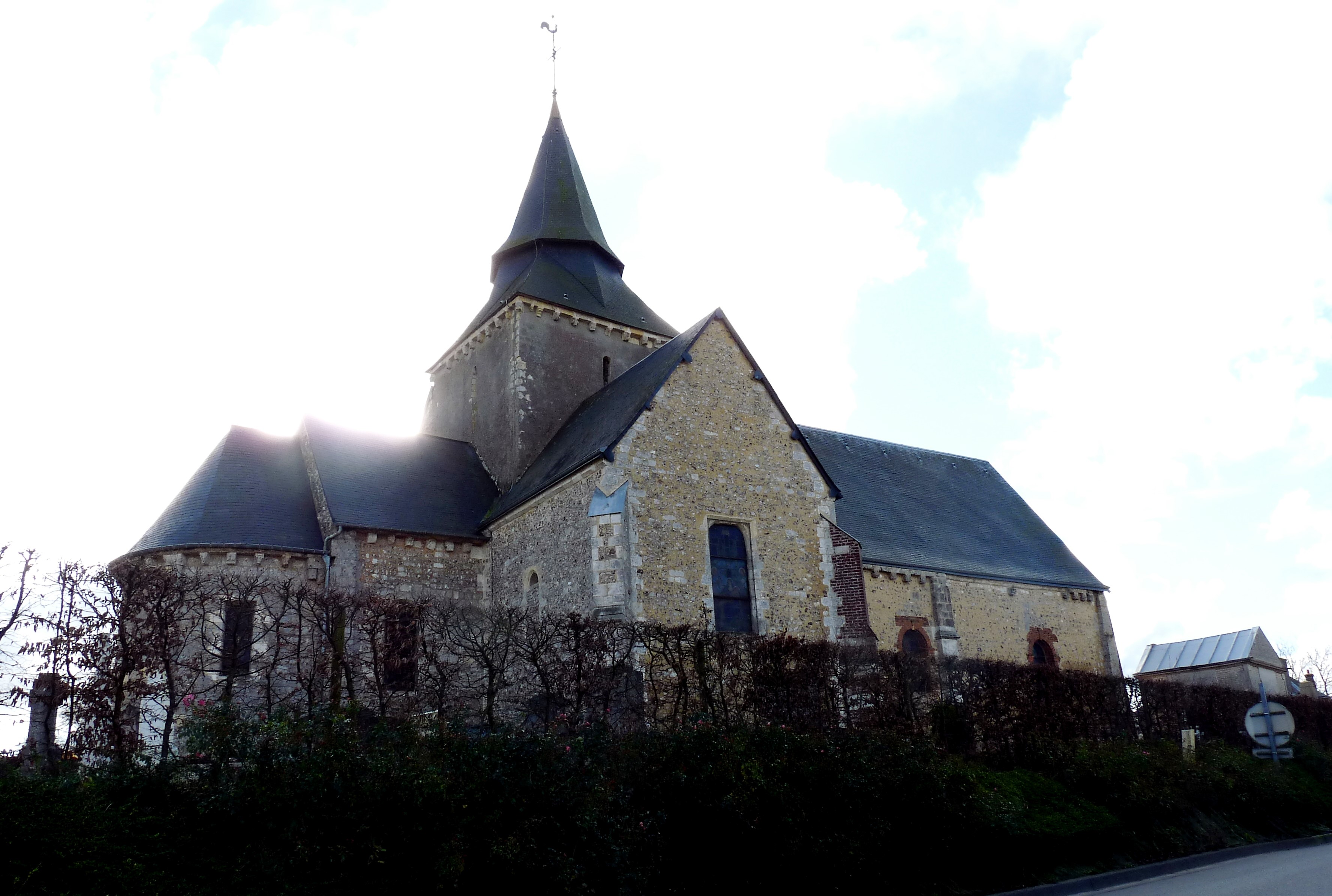
Pfarrkirche Saint-Pierre-et-Saint-Paul

| Jahr      | 1962 | 1968 | 1975 | 1982 | 1990 | 1999 | 2006 | 2013 | 2020 |
| --------- | ---- | ---- | ---- | ---- | ---- | ---- | ---- | ---- | ---- |
| Einwohner | 372  | 315  | 390  | 375  | 409  | 496  | 564  | 623  | 616  |

## Sehenswürdigkeiten
- Die Pfarrkirche Saint-Pierre-et-Saint-Paul besitzt Ursprünge aus dem 11. Jahrhundert. Der Chor wurde im ersten Viertel des 12. Jahrhunderts errichtet, Maueröffnungen des Langhauses im 14. Jahrhundert, Querschiffarm und Westportal im 16. Jahrhundert. Berichten zufolge war die Kirche 1713 mit flachen Ziegeln verkleidet und die Wendeltreppe lag in Trümmern. Die Sakristei wurde 1867 verbaut. Pflaster-, Mauerwerks- und Fachwerkarbeiten wurden in den Jahren 1887 und 1888 durchgeführt, Arbeiten im Chor in den Jahren 1890 und 1891. Die Kirche ist seit 1926 als Monument historique eingeschrieben.
- Das Herrenhaus in La Plaine Breton ist mit zwei Wohnhäusern in zwei Teile geteilt. Das erste Wohnhaus wurde 1706 erbaut, 1879 restauriert. Das zweite Wohnhaus stammt aus dem 19. Jahrhundert, der Taubenschlag aus dem 18. Jahrhundert, landwirtschaftliche Gebäude aus dem 18. Jahrhundert, im 19. Jahrhundert umgestaltet.
- Das Herrenhaus in La Brière wurde 1583 erwähnt. Taubenschlag und Presse datieren aus dem 17. Jahrhundert, der Brotbackofen aus dem 18. Jahrhundert, Stallungen aus dem 19. Jahrhundert. Das Wohnhaus trägt die Jahreszahl 1917.
- Die frühere Wallburg in Le Bois Martel datiert aus dem 12. Jahrhundert. Vor 1180 war sie Sitz einer Kastellanei.
- Das Wohnhaus des Schlosses Goutimesnil wurde Ende des 16. Jahrhunderts für Gilles de Goutimesnil, Gouverneur von Montivilliers erbaut. Im 18. Jahrhundert wurde es durch einen Brand beschädigt. Der Flügel datiert aus dem 18. Jahrhundert, der Taubenschlag aus dem 17. Jahrhundert.